# 야마모토 유키 (축구 선수)
야마모토 유키(일본어: 山本 悠樹, 1997년 11월 6일 ~ )는 일본의 축구 선수로, 포지션은 수비형 미드필더이다. 현재 가와사키 프론탈레 소속이다.

## 구단 경력
그는 2020년 J1리그의 감바 오사카에 입단했다. 2020년 J1리그 2위, 천황배 준우승을 차지했다. 2023년까지 97경기에 출전하여, 3득점을 넣었다. 2024년 가와사키 프론탈레로 이적했다.